# Ulleungdo
Insula Ulleungdo (în coreeană 울릉도) este o insulă  Coreea de Sud din Marea Japoniei, situat la aproximativ 120 km est de continent. Face parte din județul Ulleung, provincia Gyeongsang de Nord. Insula este un stratovulcan care are cea mai mare altitudine la 984 metri.